# Ed Bishop
George Victor «Ed» Bishop (1932-2005) fue un actor de doble nacionalidad anglo-americano reconocido por participar en series de televisión y cine relacionadas con el género de ciencia ficción en la década de los sesenta, trabajando en varias ocasiones bajo la dirección de Gerry Anderson.  Es más reconocido por interpretar al coronel Ed Straker, comandante de SHADO, en la serie de televisión de los sesenta; UFO (serie de televisión).

## Biografía
Nacido en Brooklyn, Nueva York, en 1932, era hijo de un banquero de Manhattan. Estudió en Peekskill, Nueva York.  En 1952 ingresó a la Armada de Estados Unidos y sirvió como un disc jockey en la localidad de St Johns', en la isla de Newfoundland hasta 1954. En 1955 contrajo matrimonio con Jane Thwaites, pero ella falleció ese mismo año.
Terminado su servicio militar, estaba decidido a estudiar un diplomado de negocios en la Universidad de Boston, pero cambió de idea debido a la influencia de unos parientes actores que lo llevaron a enrolarse en la escuela de teatro de la misma Universidad de Boston. Se graduó en 1956 como actor de teatro siendo enviado a Inglaterra para proseguir en las artes escénicas en la Academia de Música y Artes dramáticas de Londres, donde finalmente se graduó como actor de profesión en 1960. Por razones profesionales adoptó el nombre de Edward Bishop y sería conocido simplemente como Ed.
En 1961 comenzó su carrera apareciendo en papeles secundarios, y estando de visita en Trafalgar Square conoció a la que sería su segunda esposa, Hilary Preen con quien tendría cuatro hijos. Bishop y su familia se establecieron en Napton on the Hill.
Apareció junto a Roger Moore en varios capítulos de la serie El Santo (serie de televisión) como artista invitado. Es aceptado en un casting para un film de Stanley Kubrick en 1962, obteniendo un pequeño papel en el film Lolita (película de 1962) como un conductor de ambulancia. Seguidamente apareció en The Mouse on the Moon como un astronauta americano y luego como actor de reparto participa en el film Battle Beneath the Earth (1967).
Actúa en un rol secundario junto a Sean Connery en el film Sólo se vive dos veces (película) de 1967. En 1968, aparece en breves escenas comandando el transbordador Aries y platicando junto al pasajero, el Dr. Floyd  (William Sylvester) actuando como el capitán del transbordador lunar Aries-1B con destino a la base lunar en el film de ciencia ficción de Stanley Kubrick, .2001: A Space Odyssey (película).
Su etapa más fructífera en los sesenta fue cuando Gerry Anderson le permitió ser actor de voz para el Capitan Blue (muy parecido físicamente a Bishop), un personaje de supermarionetas APF de la serie de TV orientada al público infantil, estableció una excelente relación y amistad con Anderson quien lo transformó en un actor fetiche. Posteriormente aparece en el film del género ciencia ficción Doppelgänger de 1969 que lo encasilla en papeles del género.
El estilo actoral que Ed Bishop estableció fue remarcar sus personajes con un carisma muy distintivo de corte británico y un comportamiento relajado y contenido en casi todas sus actuaciones realizando papeles de personajes honestos, serios, de gran credibilidad (casi notarial) con un toque enigmático. 
Entre 1970 y 1971, vuelve a trabajar con Gerry Anderson e interpreta al estructurado y carismático coronel Ed Straker, comandante de SHADO en la serie de 26 capítulos UFO (serie de televisión). Su apariencia cambia a usar un pelo color rubio satinado y corte simio para interpretar este rol. Posteriormente aparece como actor invitado en variadas series de ciencia ficción y algunos films bélicos en la década de setenta con la curiosa tendencia de interpretar roles de americano, siendo que Bishop había sido nacionalizado inglés. Bishop continuó actuando en cine, televisión y radio, generalmente en producciones británicas y europeas, y fue un invitado frecuente en convenciones de aficionados a la ciencia ficción del Reino Unido y Europa. Paradójicamente, en la vida privada Bishop declaró que no era un entusiasta del género ciencia ficción.
Bishop y Shane Rimmer (de la era Anderson) aparecieron juntos como agentes de la NASA en la apertura de You Only Live Twice y como marineros de la Marina de los Estados Unidos en The Bedford Incident, así como en la película de 1983 de la novela de Harold Robbins, The Lonely Lady. 
En 1989, Bishop se reunió con Rimmer y otro actor Matt Zimmerman, en la adaptación de BBC Radio 4, Un Estudio en Escarlata de Sir Arthur Conan Doyle. 
Bishop y Rimmer también viajaron juntos en espectáculos teatrales interpretando personajes en Muerte de un viajante de Arthur Miller en la década de 1990, y también aparecieron en el documental dramático de la BBC, Hiroshima (2005), uno de los últimos proyectos televisivos de Bishop. En 1996 Bishop se divorció de su segunda esposa Hilary Preen.
En 2000, Bishop repitió brevemente el papel del Capitán Blue en un tráiler de la nueva serie El Capitán Escarlata.  En 2001, se casó por tercera vez con Jane Skinner, estableciéndose en East Molesey.
En 2002, Bishop grabó un comentario para el lanzamiento en DVD de la serie UFO.

### Últimas apariciones y muerte

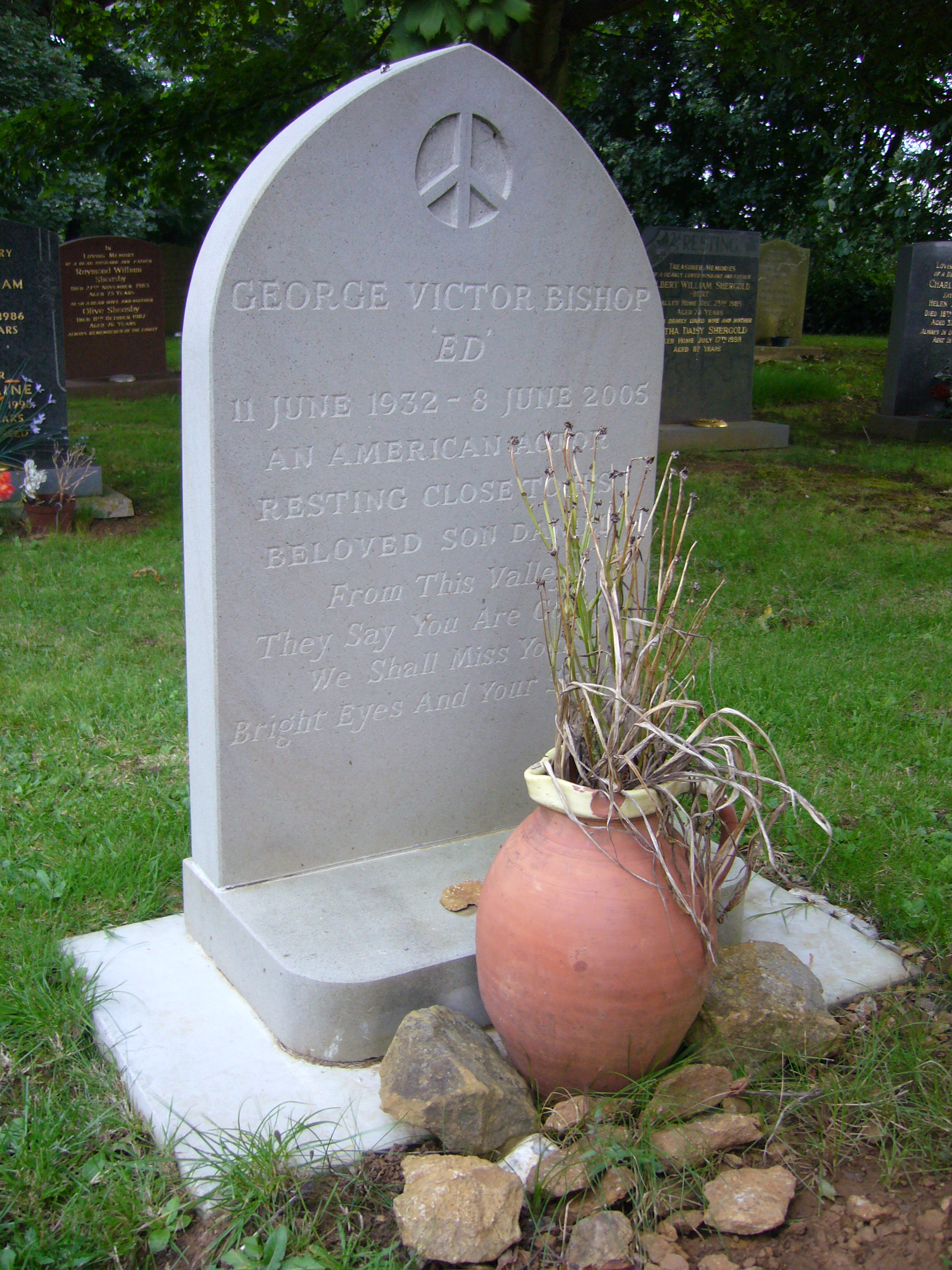
Tumba de Ed Bishop en Napton, Warwickshire.

En la vida privada, Bishop fue un reconocido activista antibélico y antidictador, repudió la presencia del dictador chileno Augusto Pinochet, Sadam Huseín, Leopoldo Galtieri y otros.
En 2003, actuó en el drama de audio para interpretar al Doctor Who, sin embargo, sus apariciones empezaron a menguar a sus 71 años y falleció en Surrey, Inglaterra, el 8 de junio de 2005 de una infección pulmonar contraída a causa del tratamiento de Leucemia que lo afectaba desde hacía unos años. Curiosamente, Bishop falleció tan solo 5 días después de la muerte de su compañero de reparto en la serie UFO, Michael Billington (actor) ocurrida el 3 de junio de ese año por cáncer.